# .300 Whisper
 (mars 2021).
Si vous disposez d'ouvrages ou d'articles de référence ou si vous connaissez des sites web de qualité traitant du thème abordé ici, merci de compléter l'article en donnant les références utiles à sa vérifiabilité et en les liant à la section « Notes et références ».
Le calibre .300 Whisper, connue aussi sous le nom de .300 Fireball ou .300-221, est une cartouche désignée pour tirer des balles lourdes (200-250 grains) à vitesse subsonique.

## Conception
Le .300 Whisper était à l'origine basé sur du .221 Fireball rétréci au calibre .30.
Cependant, les rechargeurs ont trouvé que le .223 Remington ou le 5,56 × 45 mm OTAN fonctionne bien lorsqu'il est raccourci et redimensionné au calibre .30.
Le tir dans la chambre du .300 Whisper donne un épaulement légèrement plus net. Les poudres pour pistolet magnum telles que la H110 fonctionnent bien pour les charges supersoniques. Les balles chemisées Sierra de 240 grains (16 g) fonctionnent bien si le canon a une rotation de 1:8. Les canons avec une rotation de 1:10 stabiliseront les balles de 220 grains (14 g) à des vitesses subsoniques. Les balles de 125 grains (8 g) atteignent 730 m/s (2 400 pieds/s).
La .300 AAC Blackout est la cartouche de calibre 30 la plus réussie avec ces paramètres de conception et a été largement acceptée alors que la 300 Whisper est tombée en désuétude.